# Елмър Бърнстийн
Елмър Бърнстийн (на английски: Elmer Bernstein, английско и американско произношение ) е американски композитор, който е известен най-вече с музиката, която пише за над 200 филма.  Някои от тях включват „Великолепната седморка“, „Голямото бягство“, „Да убиеш присмехулник“, „Десетте Божи заповеди“ и „Човекът със златната ръка“.

## Биография
Бърнстийн е роден на 4 април 1922 г. в Ню Йорк.
Получава 14 номинации за Оскар за най-добра музика, но печели само един път — за филма „Thoroughly Modern Millie“. Има и много номинации за наградата Еми, като веднъж я печели. Носител е на няколко награди Тони и Златен глобус.
Както много други в Холивуд, Бърнстийн се сблъсква с цензурата по време на ерата на Джоузеф Маккарти. Той е в т. нар. „сива листа“ – не е забранен, но се държи настрана от големи проекти, тъй като симпатизира на левичарските каузи. По този начин той се принуждава да работи за нискобюджетни научнофантастични филми.
Умира на 18 август 2004 г. в Охай, Калифорния.

## Избрана филмография
| година | филм                    | оригинално заглавие      | режисьор           |
| ------ | ----------------------- | ------------------------ | ------------------ |
| 1956   | Десетте Божи заповеди   | The Ten Commandments     | Сесил Демил        |
| 1957   | Тенекиената звезда      | The Tin Star             | Антъни Ман         |
| 1959   | Надпреварата за космоса | The Race for Space       | Дейвид Лойд Уолпър |
| 1960   | Великолепната седморка  | The Magnificent Seven    | Джон Стърджис      |
| 1962   | Да убиеш присмехулник   | To Kill a Mockingbird    | Робърт Мълиган     |
| 1963   | Голямото бягство        | The Great Escape         | Джон Стърджис      |
| 1963   |                         | Thoroughly Modern Millie |                    |
| 1978   | Животинска къща         | Animal House             | Джон Ландис        |
| 1984   | Ловци на духове         | Ghostbusters             | Айван Райтман      |
| 1986   | Тримата амигос          | Three Amigos             | Джон Ландис        |
| 1990   | The Grifters            | Ghostbusters             | Стивън Фриърс      |
| 1991   | Нос Страх               | Cape Fear                | Мартин Скорсезе    |
| 1993   | Невинни години          | The Age of Innocence     | Мартин Скорсезе    |
| 1996   | Последният оцелял       | Last Man Standing        | Уолтър Хил         |
| 1998   | Здрач                   | Twilight                 | Робърт Бентън      |
| 1999   | Този див, див запад     | Wild Wild West           | Бари Зоненфелд     |